# Meridiano 158 oeste
El meridiano 158 oeste de Greenwich es una línea de longitud que se extiende desde el Polo Norte atravesando el océano Ártico, América del Norte, el océano Pacífico, el océano Antártico y la Antártida hasta el Polo Sur.
El meridiano 158 oeste forma un gran círculo con el meridiano 22 este.
Comenzando en el Polo Norte y dirigiéndose hacia el Polo Sur, el meridiano 158 oeste pasa a través de:
| Coordenadas                         | País, territorio o mar | Notas |
| ----------------------------------- | ---------------------- | --- |
| 90°0′N 158°0′O / 90.000, -158.000   | Océano Ártico          | |
| 70°50′N 158°0′O / 70.833, -158.000  | Mar de Chukotka        | |
| 71°12′N 158°0′O / 71.200, -158.000  | Estados Unidos         | Alaska |
| 58°38′N 158°0′O / 58.633, -158.000  | Mar de Bering          | Bahía de Bristol |
| 57°24′N 158°0′O / 57.400, -158.000  | Estados Unidos         | Alaska - Península de Alaska |
| 56°30′N 158°0′O / 56.500, -158.000  | Océano Pacífico        | Pasa justo al oeste de Nakchamik Island, Alaska, Estados Unidos Pasa justo al este de Castle Cape, Península de Alaska, Estados Unidos Pasa justo al este de Chankliut Island, Alaska, Estados Unidos |
| 21°42′N 158°0′O / 21.700, -158.000  | Estados Unidos         | Hawái - Isla Oahu |
| 21°18′N 158°0′O / 21.300, -158.000  | Océano Pacífico        | Pasa justo al oeste de la isla Kiritimati, Kiribati |
| 8°56′S 158°0′O / -8.933, -158.000   | Islas Cook             | Penrhyn Island |
| 9°4′S 158°0′O / -9.067, -158.000    | Océano Pacífico        | Pasa entre las islas Takutea y Mitiaro, Islas Cook Pasa justo al este de la isla Atiu, Islas Cook Pasa justo al oeste de la isla Mangaia, Islas Cook                                                  |
| 60°0′S 158°0′O / -60.000, -158.000  | Océano Antártico       | |
| 77°45′S 158°0′O / -77.750, -158.000 | Antártida              | Dependencia Ross, reclamada por Nueva Zelanda |